# Gouy (Einheit)
Das Gouy, benannt nach dem französischen Physiker Louis Georges Gouy, war eine 1956 vorgeschlagene Einheit für das elektrokinetische Potential.